# Corwen
Corwen ist eine Ortschaft und eine Community in der Grafschaft Denbighshire, Wales. Bei der Volkszählung 2001 hatte Corwen 2398 Einwohner. Corwen befindet sich am Ufer des Flusses Dee, unterhalb der Berwyn Berge. Sie liegt 16 km westlich von Llangollen und 21 km südlich von Ruthin entfernt.

## Geschichte
Corwen ist bekannt für seine Verbindung zu Owain Glyndŵr, dem letzten Fürst von Wales, einem Nachkommen der Fürsten von Powys. Eine Fehde im September 1400 führte zum Aufstand gegen die englische Herrschaft. Eine lebensgroße Bronzestatue von ihm auf seinem Schlachtross wurde im Jahr 2007 installiert. Es erinnert an den Tag, als er als der letzte wahre Fürst von Wales im Jahr 1400 ausgerufen wurde.
Die Stadt entwickelte sich zu einem Zentrum für Viehtreiber. Weitere Sehenswürdigkeiten in Corwen sind die Motte einer normannischen Burg, die Kirche von St. Mael und St. Sulien aus dem dreizehnten Jahrhundert und der Capel Rûg aus dem Jahre 1637 von William Salesbury.

## Wirtschaft und Infrastruktur
Corwen liegt in einem landwirtschaftlich genutzten Gebiet. Industrieller Arbeitgeber ist die Manufaktur für Viehanhänger Ifor Williams Trailers. Wichtig für die Entwicklung Corwens war der 1864 Anschluss an die Nationale Eisenbahnverbindung, mit einem Bahnhof.
Zudem ist Corwen die letzte größere Stadt gelegen an der A5, welche von London nach Holyhead führt. Daher gibt es in Corwen auch eine größere Anzahl Hotels. Inzwischen ist die A5 nicht mehr die wichtigste Verbindung nach Holyhead, sie wurde durch die A55 ersetzt. Dennoch gibt es nach wie vor ein größeres Verkehrsaufkommen, durch die schmalen Straßen der Innenstadt.
Corwen war Gastgeber der National Eisteddfod of Wales der wichtigsten Eisteddfod Veranstaltung Wales im Jahr 1919. Zudem fanden in Corwen mehrere Eisteddfod Veranstaltungen statt. Corwen spielt eine wichtige Rolle für die walisische Kultur des 20. Jahrhunderts. Auch die ersten Konzerte von Edward H. Dafis der ersten Rockband in walisischer Sprache fanden im August 1973 in Corwen statt.
Der Autor John Cowper Powys lebte von 1935 bis 1955 in Corwen.

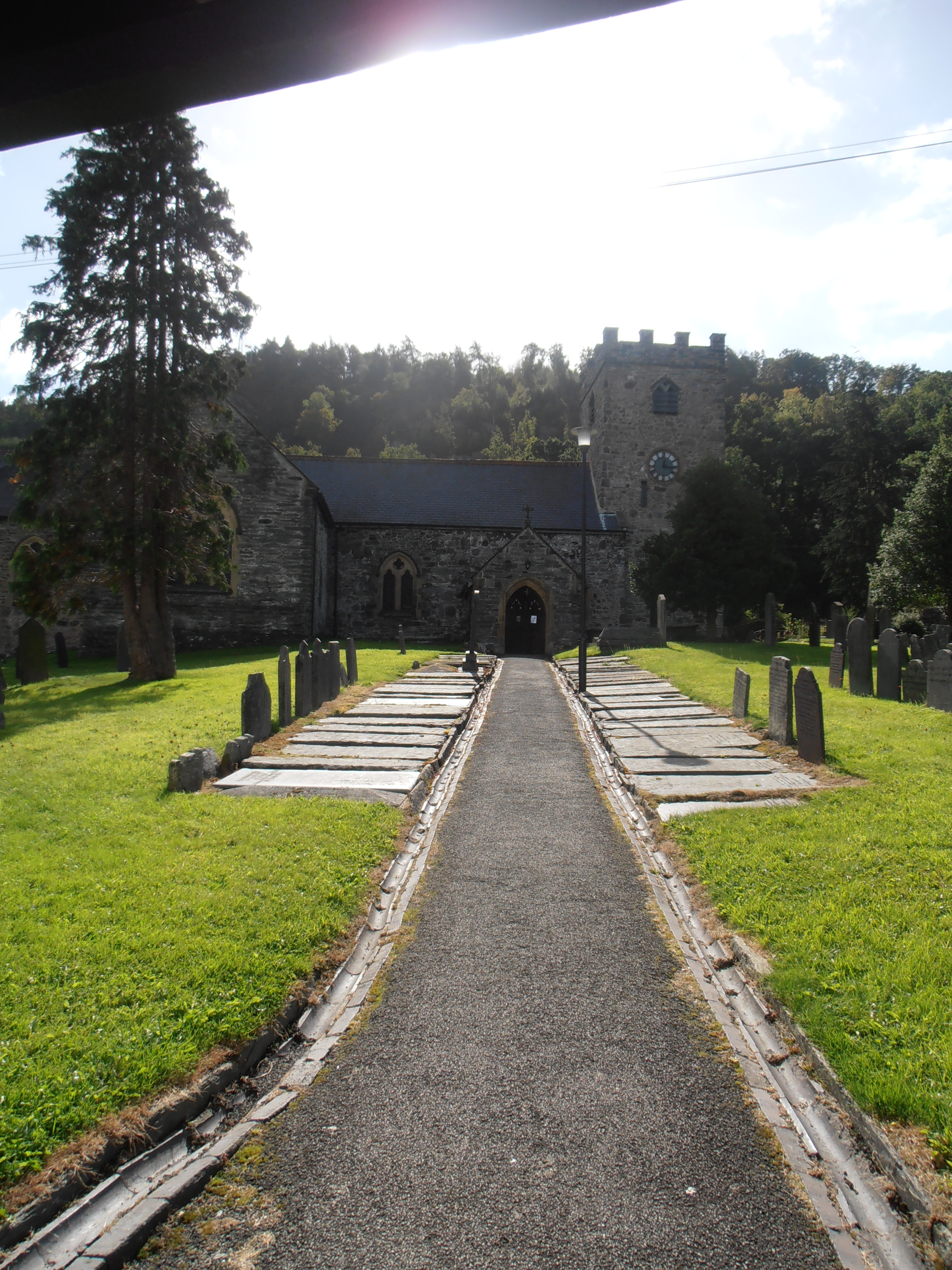
Die Kirche St. Mihangel und St. Sulien
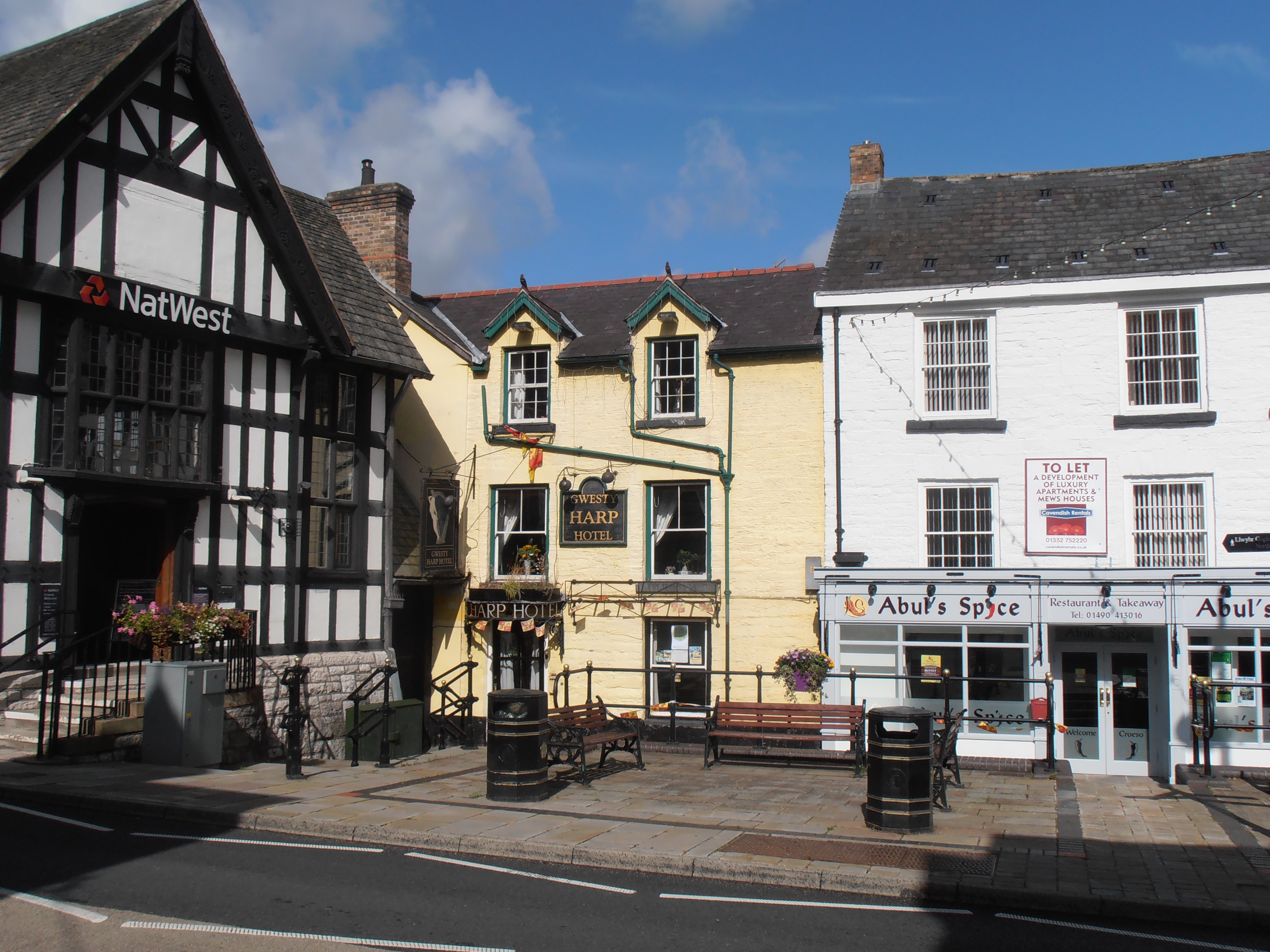
Taverne
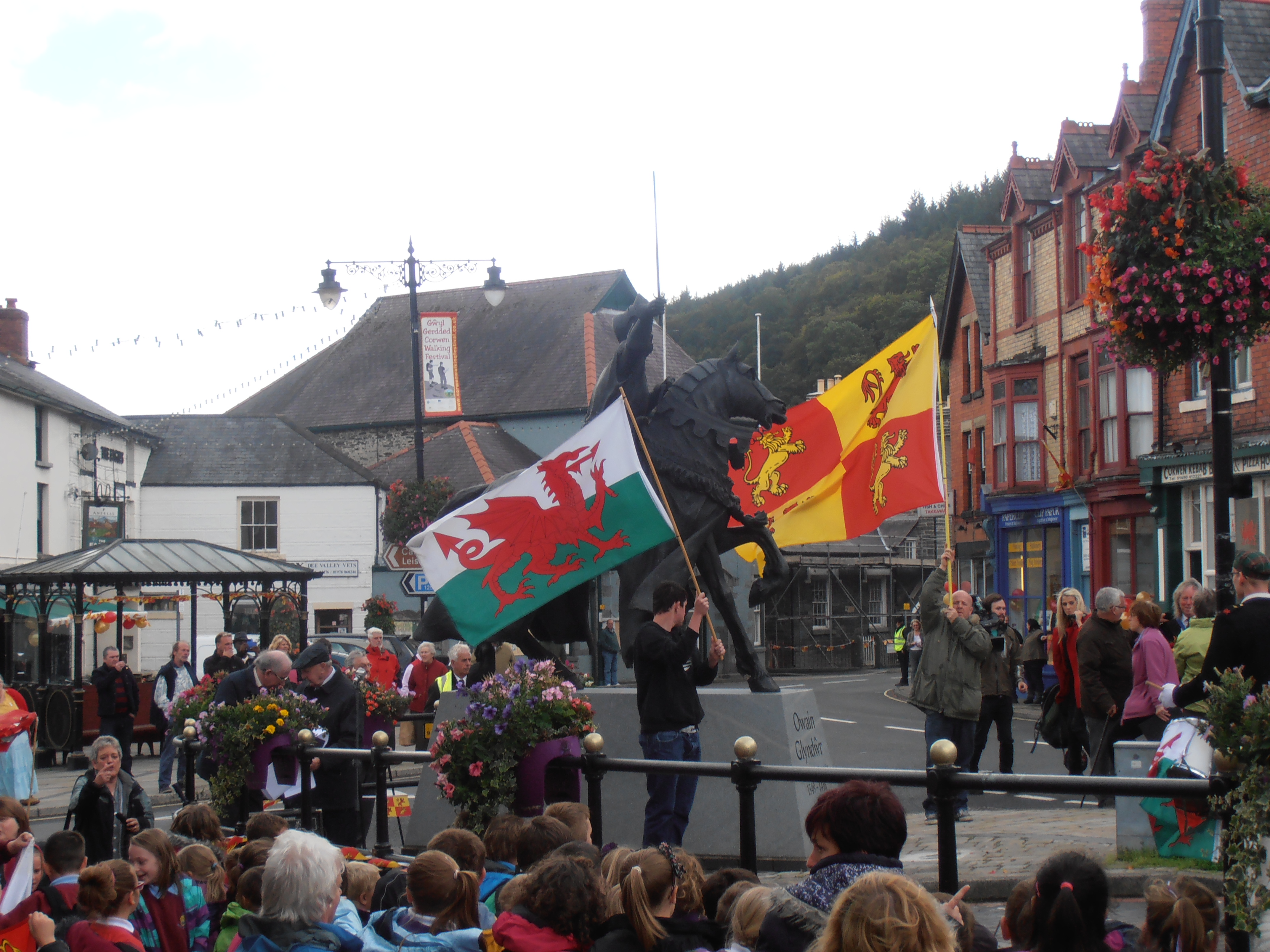
Owain Glyndŵr-Feier 2011
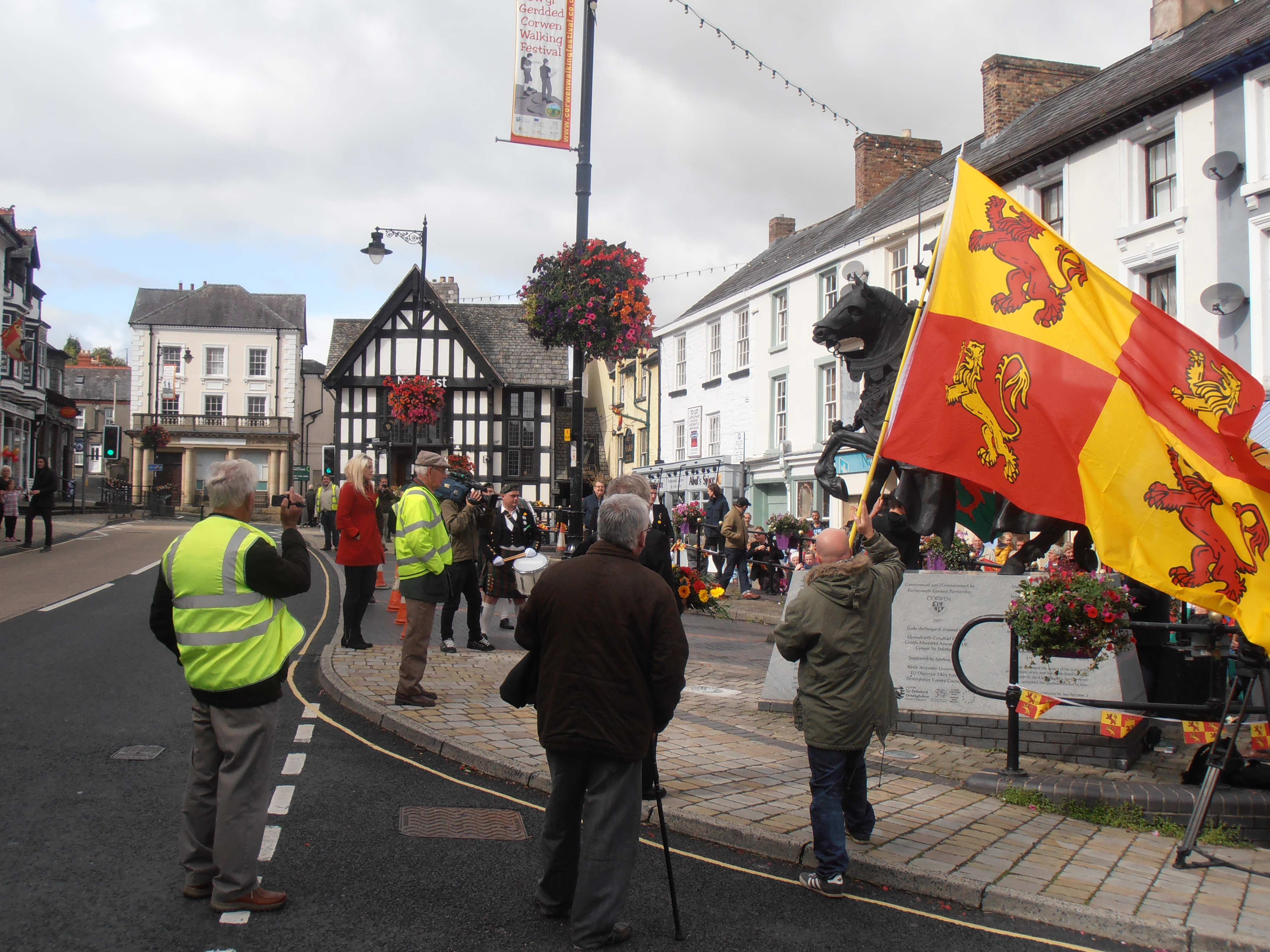
Owain Glyndŵr-Feier 2011
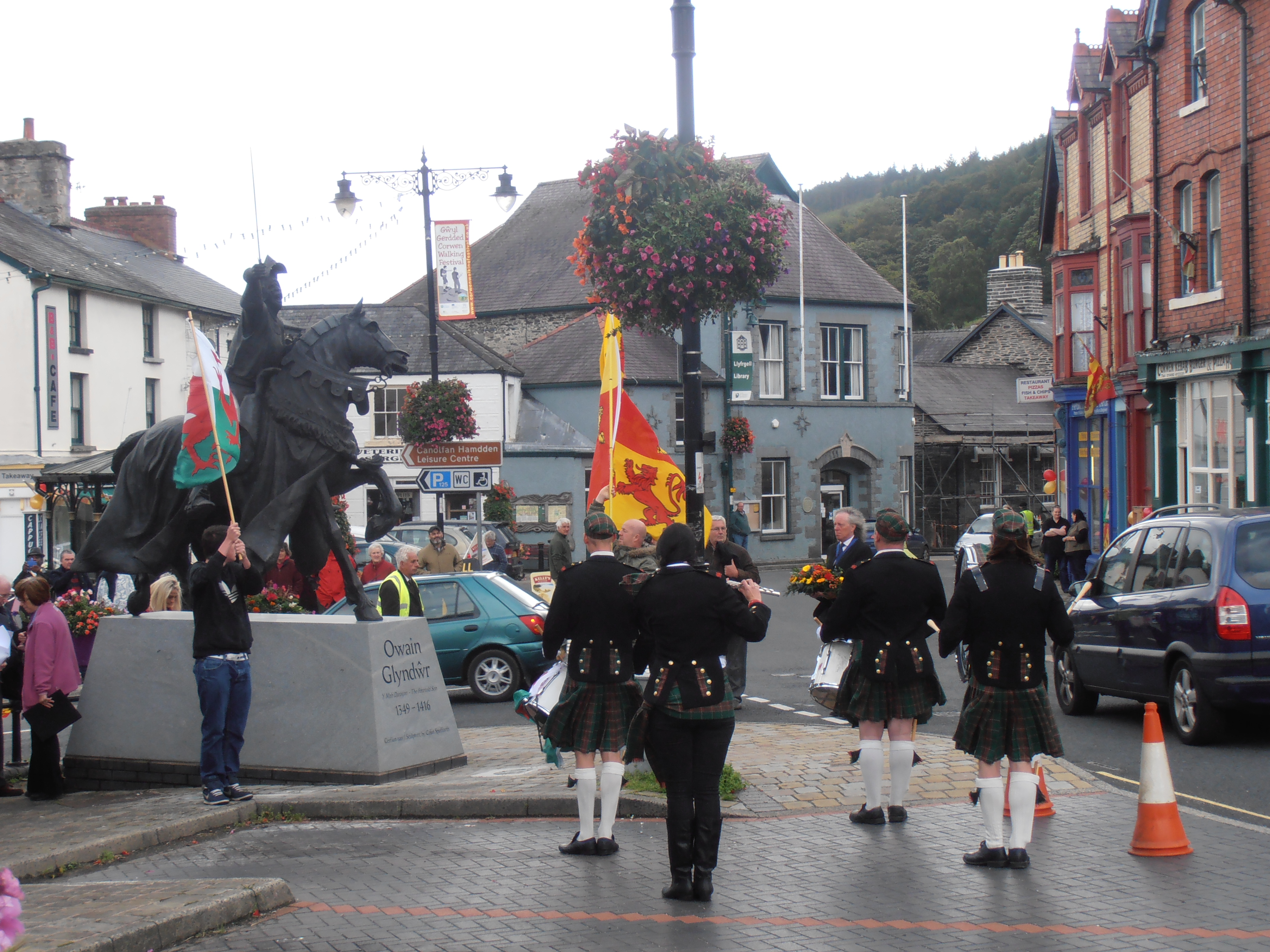
Owain Glyndŵr-Feier 2011